# Donald Arthur Glaser
Donald Arthur Glaser (ur. 21 września 1926 w Cleveland, Ohio, zm. 28 lutego 2013 w Berkeley) – amerykański fizyk, neurobiolog, laureat Nagrody Nobla w dziedzinie fizyki w roku 1960 za opracowanie i zbudowanie osiem lat wcześniej komory pęcherzykowej.